# Tour de l'Algarve 1982
La 8e édition du Tour de l'Algarve a lieu du 27 avril au 3 mai 1982, dans cette région la plus méridionale du Portugal continental.

## Classement général final
|    | Cycliste                 | Équipe       | Temps       |
| -- | ------------------------ | ------------ | ----------- |
| 1. | Alexandre Ruas (de),     | [Laquelle ?] | [Combien ?] |
| 2. | Fernando Fernandes (de), | [Laquelle ?] | [Combien ?] |
| 3. | Marco Chagas,            | [Laquelle ?] | [Combien ?] |
| 4. | Manuel Zeferino,         | [Laquelle ?] | [Combien ?] |
| 5. | José Sousa Santos,       | [Laquelle ?] | [Combien ?] |

## Les étapes
| Étape     | Villes étapes  | Km          | Vainqueur d'étape    |
| 1re étape | [Lesquelles ?] | [Combien ?] | Luís Teixeira (de),  |
| 2e étape  | [Lesquelles ?] | [Combien ?] | Carlos Santos,       |
| 3e étape  | [Lesquelles ?] | [Combien ?] | Alexandre Ruas (de), |
| 4e étape  | [Lesquelles ?] | [Combien ?] | Manuel Gonçalves,    |
| 5e étape  | [Lesquelles ?] | [Combien ?] | Alexandre Ruas (de), |
| 6e étape  | [Lesquelles ?] | [Combien ?] | Belmiro Silva (pt),  |
| 7e étape  | [Lesquelles ?] | [Combien ?] | Adelino Teixeira,    |

## Classements annexes
| Classement par points             | comme en 1977, Luís Teixeira (de), |
| Classement du meilleur grimpeur   | Eduardo Correia,                   |
| Classement de la meilleure équipe | F.C. Porto,                        |

## Référence
1. ↑  (en) « Volta ao Algarve em Bicicleta 1982 », sur procyclingstats.com (consulté le 6 juillet 2025).